# 鸟海连志
鸟海连志（日语：／ Chokai Renshi，1999年2月2日—），日本男子轮椅篮球运动员。他曾代表日本参加2016年和2020年夏季残疾人奥林匹克运动会轮椅篮球比赛，其中2020年夏季残奥会获得一枚银牌。